# 현할시
현할시(중국어: 縣轄市, 병음: xiànxiáshì)는 중화민국이 타이완에 실시하고 있는 행정구역의 하나이다. 일본 통치 시대에 설치된 시의 일부가 진(鎮)보다 중요성이 높은 성할시의 기준에 이르지 못했기 때문에 1946년에 새로운 행정구역으로서 설치되었다.

## 법의 규정
1999년에 공포된 중화민국 지방제도법에서는 인구가 15만 명 이상 50만 명 미만, 상공업이 발달해 독자 재정이 충실하고, 나아가 교통이나 공공 설비가 완비된 지구에 현할시를 둔다고 규정하고 있다. 이외에도 지방제도법 공포 이전의 <타이완 성 각 현시 실시 지방자치 강요>의 1981년의 개정에 의해서 현 정부의 소재지이면 인구가 15만 명 미만이라도 현할시로의 승격이 인정되었다. 마궁 시, 신잉 시, 타이바오 시가 그 예이다. 자이 현 정부는 타이바오 시에 있지만, 포쯔 진에 현 의회가 설치된 것 때문에 현지의 요구에 의해 특례로서 포쯔 시로의 현할시 승격이 인정되었다. 또한 현 행정의 중심지를 현할시로 고칠 수 있는 조항은 현재는 지방 제도법에서 삭제되어 있다.

## 현황
2008년 기준으로, 타이완에는 32개의 현할시가 설치되어 있다. 타이베이 현에는 10개의 시가 설치되어 있어 타이완 최다이다. 진먼 현과 롄장 현에는 설치되어 있지 않다.
반차오 시가 인구 55만 명으로 최대의 현할시가 되고 있다. 2008년 기준으로, 인구 15만에 가까운 향·진으로는 양메이 진(14.4만), 루주 향(13.4만), 단수이 진(13.3만), 구이산 향(13.2만) 등이 있다. 그러나 타이완의 인구증가는 완만하기 때문에 단기간에 이들이 현할시로 승격하는 것은 어려울 것으로 생각된다.
| 일시             | 증감내용                                                  | 총수 |
| ---------------- | --------------------------------------------------------- | ---- |
| 1946년 1월       | 화롄 시 이란 시                                           | 2    |
| 1950년 8월 16일  | 자이시（성할시에서 격하）                                 | 3    |
| 1951년 12월 1일  | 신주 시 장화 시 핑둥 시（성할시에서 격하）                | 6    |
| 1962년 4월 1일   | 싼충 시                                                   | 7    |
| 1962년 7월 1일   | 중리 시                                                   | 8    |
| 1971년 1월 25일  | 타오위안 시                                               | 9    |
| 1972년 7월 1일   | 반차오 시 펑산 시                                         | 11   |
| 1976년 1월 1일   | 타이둥 시                                                 | 12   |
| 1976년 3월 1일   | 펑위안 시                                                 | 13   |
| 1979년 1월 1일   | 중허 시 융허 시                                           | 15   |
| 1980년 1월 15일  | 신좡 시 신뎬 시                                           | 17   |
| 1981년 12월 25일 | 먀오리 시 난터우 시 더우류 시 신잉 시 마궁 시             | 22   |
| 1982년 7월 1일   | 신주 시 자이시가 성할시로 승격                            | 20   |
| 1988년 10월 31일 | 주베이 시                                                 | 21   |
| 1991년 7월 1일   | 타이바오 시                                               | 22   |
| 1992년 3월 1일   | 핑전 시                                                   | 23   |
| 1992년 9월 10일  | 포쯔 시                                                   | 24   |
| 1993년 5월 1일   | 융캉 시                                                   | 25   |
| 1993년 6월 26일  | 투청 시                                                   | 26   |
| 1993년 11월 1일  | 다리 시                                                   | 27   |
| 1995년 1월 1일   | 바더 시                                                   | 28   |
| 1996년 8월 1일   | 타이핑 시                                                 | 29   |
| 1999년 7월 1일   | 시즈 시                                                   | 31   |
| 1999년 10월 4일  | 수린 시                                                   | 32   |
| 2010년 9월 1일   | 양메이 시                                                 | 33   |
| 2010년 12월 25일 | 신베이시와 타이중시와 타이난시와 가오슝시가 직할시로 승격 | 17   |
| 2014년 6월 3일   | 루주 시                                                   | 18   |
| 2014년 12월 25일 | 타오위안시가 직할시로 승격                                | 12   |
| 2015년 8월 8일   | 위안린 시                                                 | 13   |
| 2015년 10월 5일  | 터우펀 시                                                 | 14   |

## 같이 보기
- 대만의 행정 구역
- 일본 제국 치하의 대만의 행정 구역